# Mike Longo
Michael Josef Longo (Cincinnati, 19 maart 1937 – Manhattan, 22 maart 2020) was een Amerikaanse jazzpianist, -componist en auteur.

## Biografie
Longo werd geboren in Cincinnati, Ohio, uit ouders met een muzikale achtergrond. Zijn vader speelde bas, zijn moeder speelde orgel in de kerk en zijn muziekopleiding begon op jonge leeftijd. Mike herinnerde zich dat hij op 3- of 4-jarige leeftijd Sugar Chile Robinson boogiewoogiepiano zag spelen. 'Hij speelde na de Count Basie-show, dus ik ging naar huis en begon boogie woogie baslijnen uit te zoeken.' Zijn ouders namen hem mee voor formele lessen aan het Cincinnati Conservatory of Music. Kort daarna verhuisde hij naar Fort Lauderdale, Florida. Op 12-jarige leeftijd won hij een lokale talentenjacht.
Longo's carrière begon in de band van zijn vader, maar later hielp Cannonball Adderley hem om zijn eigen optredens te krijgen. Hun werkrelatie dateerde van vóór de opkomst van Adderley als bandleider. Adderley benaderde de tiener Longo omdat hij een pianist nodig had in zijn kerk. Op dat moment was de stad grotendeels gescheiden, dus het was ongebruikelijk dat de witte Longo in een zwarte kerk speelde. Toen dit halverwege de jaren 1950 leidde tot opnamen met Adderley, was Longo te jong om met hem naar clubs te gaan. Longo speelde bij Porky's, dat later in de film werd geportretteerd. Hij zou zijn Bachelor of Music-diploma behalen aan de Western Kentucky University.
Dizzy Gillespie hoorde Longo in het Metropole.
Ik speelde beneden met Red Allen, en Dizzy speelde boven met zijn band. Dus elke keer dat hij even naar buiten wilde voor een pauze, moest hij de trap af en ons op de weg naar buiten passeren. Er was een tent aan de overkant, de straat die de Copper Rail heette, een soulfoodrestaurant en een bar waar de muzikanten van de Metropole allemaal rondhingen. Al snel hoorde ik dat Dizzy me noemde in een interview in International Musician, het tijdschrift van de muzikantenvakbond, toen hem werd gevraagd naar veelbelovende jonge musici die hij had gehoord.
Longo was al op jonge leeftijd een fan van Oscar Peterson en studeerde van 1961–1962 bij de pianist.
Qua techniek, aanraking, speelde ik met gesloten polsen en te veel armtechniek. Het belangrijkste dat ik van Peterson kreeg, was piano spelen en een jazzpianist zijn - texturen, stemmen, aanraking, tijd, conceptie, toon op het instrument.
In de jaren 1960 begon Longo het Mike Longo Trio te leiden, dat de komende 42 jaar actief zou blijven. Gillespie speelde weer in het Metropole en Longo, depressief nadat hij van zijn eerste vrouw was gescheiden, had net een optreden gekregen in Embers West en speelde met Roy Eldridge. Eldridge bracht Gillespie mee om Longo met Paul Chambers te zien spelen. Gillespie nam Longo de volgende dag in dienst. Longo werd muzikaal leider van het Dizzy Gillespie Quintet en later koos Gillespie hem uit als pianist van de Dizzy Gillespie All-Star Band. Vanaf 1966 zou zijn muziekcarrière verbonden zijn met Gillespie. In 1993 was Longo bij Gillespie op de avond dat hij stierf en later hield hij een lofrede op zijn begrafenis.
Longo trad op tijdens wekelijkse jazzsessies, die in het Bahai-centrum werden gehouden ter ere van Gillespie, een traditie die hij hielp beginnen. Net als Gillespie was hij een lid van het Bahai-geloof. Longo gaf ook een masterclass aan opkomende jazzmuzikanten, waaronder Adam Rafferty, Nate Andersen en John Austria. Longo's bigband, het New York State of the Art Jazz Ensemble, speelt met tussenpozen in het centrum en biedt opkomende muzikanten de kans om op het podium te leren en het publiek krijgt een jazzervaring tegen een redelijke prijs. Een groot deel van de missie van Mike Longo was om de leerlingrelatie bij het lesgeven in jazz te herstellen.

## Prijzen en onderscheidingen
Mike Longo ontving 1955 een beurs van de Ft. Lauderdale Symphony Orchestra, een Downbeat Hall of Fame Scholarship in 1959 en een National Endowment for the Arts Grant in 1972. Hij werd opgenomen in de Wall of Fame van Western Kentucky University in 2002.

## Overlijden
Mike Longo overleed in maart 2020 op 83-jarige leeftijd aan complicaties van COVID-19.

## Discografie

### Als leader/co-leader
- 1962: A Jazz Portrait of Funny Girl (Clamike)
- 1972: The Awakening (Mainstream)
- 1972: Matrix (Mainstream Records)
- 1974: Funkia (Groove Merchant)
- 1974: 900 Shares of the Blues (Groove Merchant)
- 1976: Talk with the Spirits (Pablo Records)
- 1977: Jazzberry Patch (JPB)
- 1981: Solo Recital (Consolidated Artists)
- 1990: The Earth Is But One Country (Consolidated Artists)
- 1995: I Miss You John (Consolidated Artists)
- 1996: New York '78 (Consolidated Artists)
- 1997: Dawn of a New Day (Consolidated Artists)
- 2003: Live Detroit International Jazz Festival (Consolidated Artists)
- 2011: To My Surprise (Consolidated Artists)
- 2013: Live from New York! (Consolidated Artists)

### Als sideman
Met Dizzy Gillespie
- 1967: Swing Low, Sweet Cadillac (Impulse! Records)
- 1968: The Dizzy Gillespie Reunion Big Band (MPS Records)
- 1969: The Real Thing (Perception Records)
- 1970: Portrait of Jenny (Perception Records)

Met Lee Konitz
- 1975: Chicago 'n All That Jazz (Groove Merchant)

- Biblioteca Nacional de España: XX1003603
- Bibliothèque nationale de France: cb13896777s (data)
- Gemeinsame Normdatei: 134610067
- International Standard Name Identifier: 0000 0000 7245 1450
- Library of Congress Control Number: n87936749
- MusicBrainz: f352b910-cf8e-4e6a-a965-57257e950c32
- Nationale Bibliotheek van Tsjechië: xx0201635
- Istituto Centrale per il Catalogo Unico: DDSV061852
- Système universitaire de documentation: 243163398
- Virtual International Authority File: 14958849
- WorldCat: E39PBJvhqrJ6tmfHwDf6RFY3wC